# Santo Estêvão e Moita
Santo Estêvão e Moita (llamada oficialmente União das Freguesias de Santo Estêvão e Moita) es una freguesia portuguesa del municipio de Sabugal, distrito de Guarda.

## Historia
Fue creada el 28 de enero de 2013 en aplicación de una resolución de la Asamblea de la República de Portugal promulgada el 16 de enero de 2013 con la unión de las freguesias de Moita y Santo Estêvão, pasando su sede a estar situada en la antigua freguesia de Santo Estêvão.

## Demografía
| Gráfica de evolución demográfica de Santo Estêvão e Moita entre 2011 y 2021 |
|                                                                             |
| Datos según el nomenclátor publicado por el INE portugués.                  |